# Constantin Erbiceanu
Constantin Erbiceanu (n. 5 august 1838, Erbiceni, Iași, România – d. 21 martie 1913, București, România) a fost un autor, elenist, istoric și teolog român, membru titular (din 1899) al Academiei Române.

## Biografie
Numele său de familie originar a fost Ionescu, fiind fiul preotului Ioan Ionescu din satul Erbiceni. De la numele satului natal și-a luat ulterior numele sub care este cunoscut.
Studiile le-a făcut la Seminarul Socola (1858) și apoi la Facultatea de Teologie din Iași (1864), a ajuns bursier la Facultatea de Teologie și Litere din Atena, pentru specializarea în limba greacă și în teologie(1865-1868), unde a obținut doctoratul în teologie.
Nu a fost hirotonit și s-a dedicat învățământului. Astfel, a predat istorie universală bisericească și de drept canonic la Seminarul Socola (1868-1886). Ulterior, a predat teologia la Facultatea de Teologie din București și limba elină la Facultatea de Litere din București (1886-1892). În martie 1895 a fost ales decan al Facultății de Teologie din București. A mai fost director al tipografiei cărților bisericești dar și redactor la revista Biserica ortodoxă română.
Prin studiul manuscriselor grecești și editarea documentelor, Constantin Erbiceanu a avut un rol de deschizător de drumuri în studierea epocii fanariote și a istoriei bisericești din Țările Române.
A fost membru al societății culturale Junimea, membru al societăților savante de la Constantinopol, Hellenikos Philologikos Syllogos (din 1866) și Hetairia Mesaionikon Spoudon (din 1889). În 1890 devine membru corespondent al Academiei Române iar din 1899 a fost ales membru titular.

### Viață de familie
Pianista Constanța Erbiceanu a fost fiica academicianului Constantin Erbiceanu.

## Scrieri

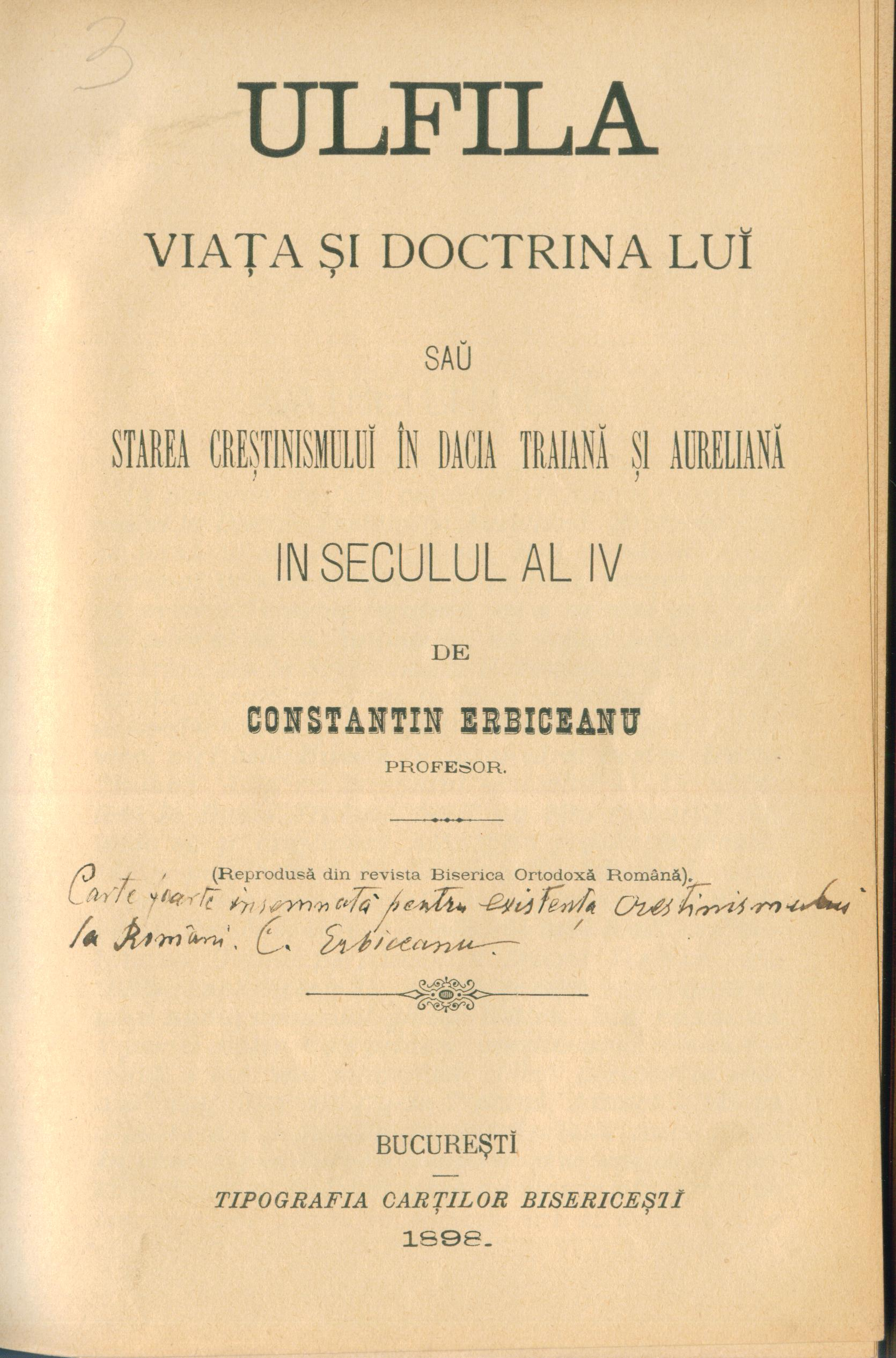
Constantin Erbiceanu: Ulfila – pagina de titlu

- Compendiu de sintaxă ellenă în comparațiune cu cea latină, Iași, 1871, 211 p.
- Istoricul Seminarului Veniamin din mănăstirea Socola, Iași, 1885, 136 p.
- Cronicarii greci care au scris despre români în epoca fanariotă, Tipografia Cărților Bisericesci, 1888 (reeditare: Cronicarii greci care au scris despre români în epoca fanariotă, Editura Cronicar, București, 2003, ISBN: 9738585457)
- Istoria mitropoliei Moldovei și Sucevei și a catedralei mitropolitane din Iași urmată de o serie de documente, de facsimile și de portrete privitoare la istoria națională și bisericească a românilor, București, 1888
- Despre viața și activitatea Mitropolitului Veniamin Costache ca Mitropolit al Moldovei, București, 1888, 35 p.
- Viața și activitatea preasfințitului Neofet Scriban, episcop de Edesa și fost profesor la Seminariul Veniamin din Monastirea Socola, București, Tipografia Cărților Bisercești, 1888, 29 p.
- Ulfila, viața și activitatea lui sau starea creștinismului în Dacia Traiană și Aureliană în sec. al IV-lea, București, 1898, (reeditare: Ulfila: viața și doctrina lui, ed. a 2-a revizuită, Editura Enciclopedică, București, 2013. ISBN: 978-973-45-0443-5)
- Bibliografia greacă sau Cărțile Grecești imprimate în Principatele Române în epoca fanariotă și dedicate Domnitorilor și Boerilor Români, Tipografia Cărților Bisericești, 1903, 210 p.
- Viața mea scrisă de mine după cât mi-am putut aduce aminte, editată de Ilarie Teodorescu, episcop al Constanței, Tipografia Gutenberg, 1913, 40 p.